# Torres de Matheu
Las Torres de Matheu son un conjunto urbano residencial compuesto por 6 edificios de departamentos en torre, de 21 pisos cada uno construido para alojar a miembros de la Confederación de Empleados de Comercio. Se encuentra en el barrio de Parque Patricios en la ciudad de Buenos Aires, Argentina.

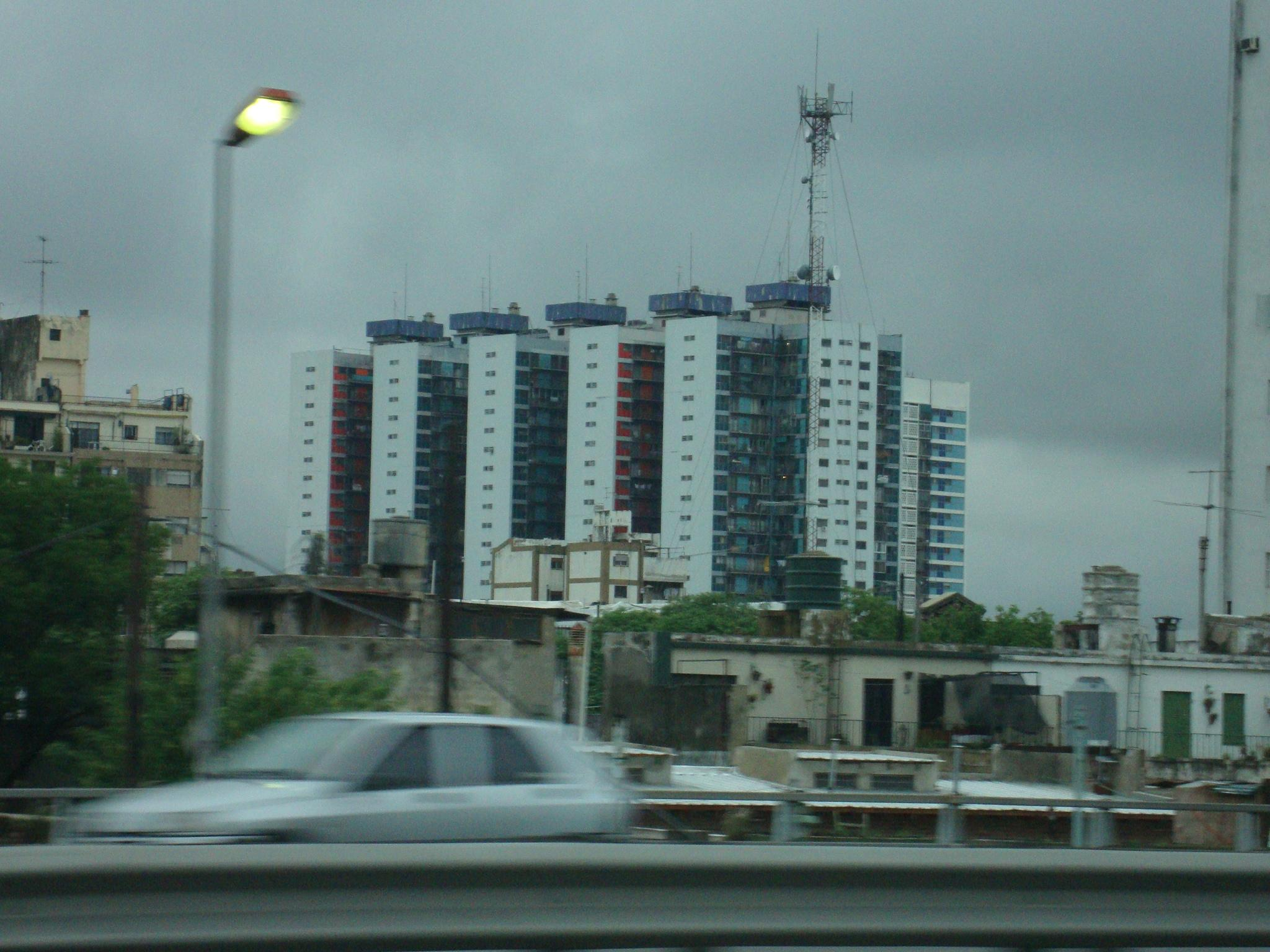
Vistas desde la AU1

Esta denominación no es oficial, ya que el conjunto no posee un nombre determinado (el proyecto figura como Conjunto habitacional Brasil y Matheu), pero sus propios habitantes lo llaman de esta manera, y así se las conoce en su barrio.

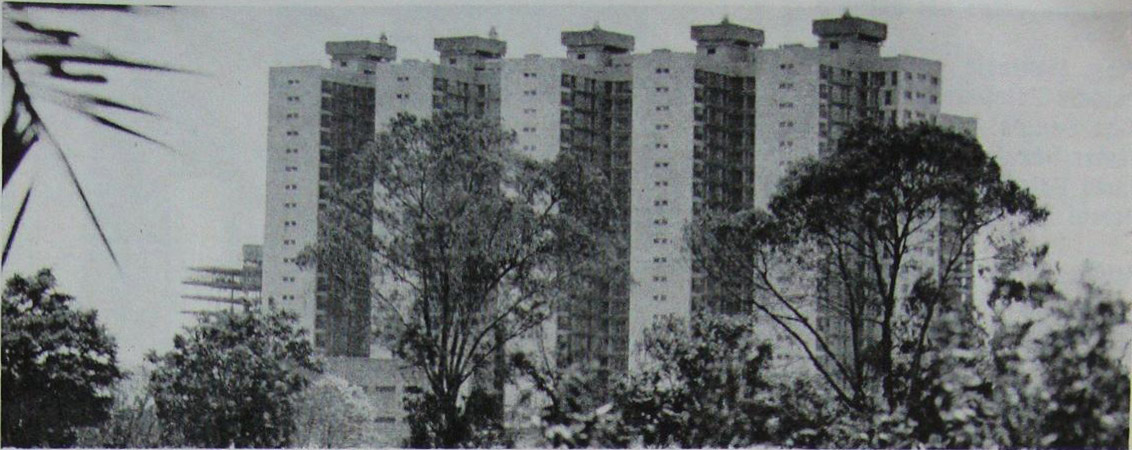
Vistas en 1967

Las torres fueron construidas a principios de la década de 1960, proyectadas por los arquitectos Miguel C. Roca y Roberto Fernández Llanos. La inscripción del dominio catastral data de 1958 y los planos de mensura conforme a obra datan de 1964. De los 6 edificios, 5 se encuentran alineados a lo largo de la calle Matheu, y el último se ubica del lado de la calle Alberti.

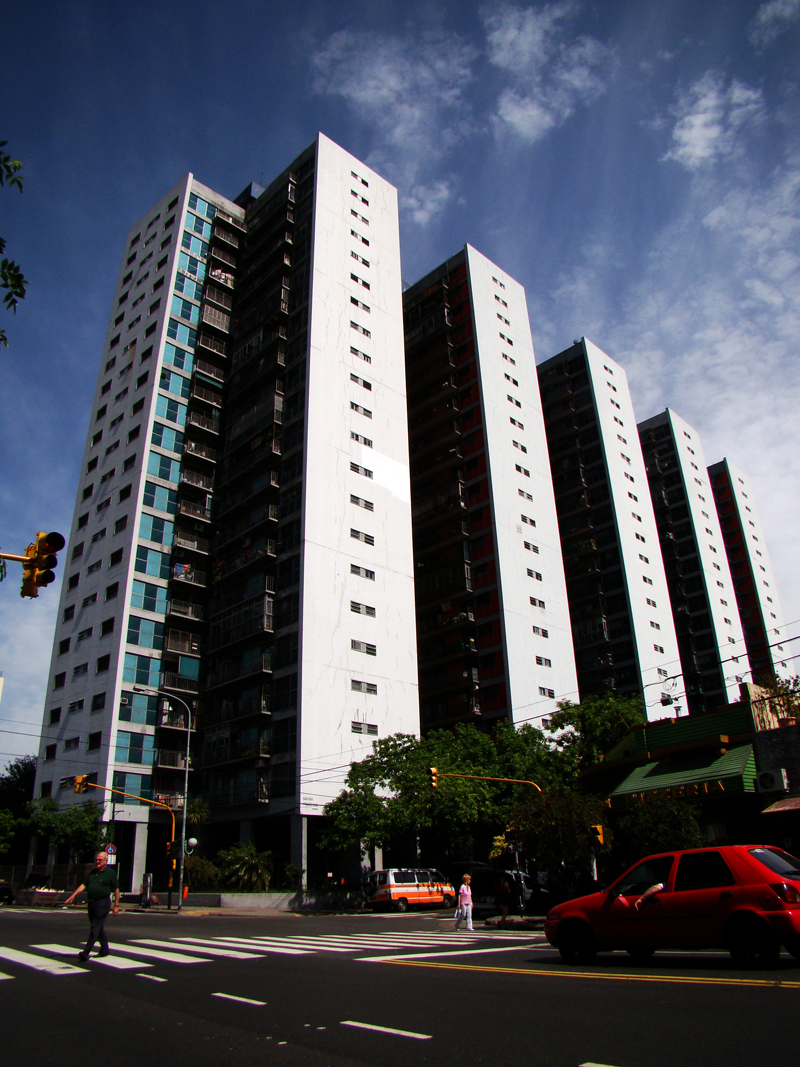
Vistas desde Av. Brasil y Matheu

Las 5 torres que dan a la calle Matheu son de planta cruciforme y están unidas e interconectadas en su parte superior. Cada una tiene una entrada independiente y 4 ascensores. Tienen 840 departamentos de 1, 2 y 3 dormitorios y suman 72.946 m² de superficie cubierta.
Por otro lado, la torre que da a la calle Alberti tiene 82 departamentos de 3 dormitorios y uno de 5, distribuidos de a 4 por piso, con una superficie cubierta de 6.380 m².
En un edificio del complejo (Torre 3) vivió durante su adolescencia el periodista Juan Castro.